# ヨンパリ
『ヨンパリ』（原題：용팔이）は、韓国のテレビドラマ。2015年にSBSで放送された。主演はチュウォンとキム・テヒ。チュウォンは本作での演技が評価されてこの年のSBS演技大賞で大賞を受賞した。
日本ではBS11やKNTV、ホームドラマチャンネルで放送された。

## 主要登場人物
- キム・テヒョン　- チュウォン

ハンシン病院の外科研修医として働くが、夜は、ヨンパリ(腕のいいヤミ医者)の顔を持つ。ヨンパリは違法治療なため、彼は警察から追われている。
- ハン・ヨジン　- キム・テヒ

ハンシングループの財閥令嬢。恋人を失った悲しみから自殺を図ったが、失敗。ハンシン病院のVIP治療室にて、兄のドジュンによって数年間も昏睡されていた。
- ハン・ドジュン　- チョ・ヒョンジェ

ハンシングループの会長で、ヨジンの異母兄。昏睡させたヨジンから財産を奪った。
- イ・チェヨン　- チェ・ジョンアン

ドジュンの妻。夫に愛情はない。

## スタッフ
- 脚本 - チョン・ヒョクリン
- 演出 - オ・ジンソク